# Kalkholmen, Helsingfors
Kalkholmen, finska: Kalkkisaari, är en ö i Finland. Den ligger i Finska viken och i kommunen Helsingfors i den ekonomiska regionen  Helsingfors i landskapet Nyland, i den södra delen av landet. Ön ligger omkring 15 kilometer öster om Helsingfors.
Öns area är 3,1 hektar och dess största längd är 310 meter i nord-sydlig riktning. Ön höjer sig omkring 10 meter över havsytan.